# Akoš Dončec
Akoš Anton Dončec (madžarsko Doncsecz Ákos Antal), madžarsko-slovenski jezikoslovec in prevajalec, * 1988, Verica-Ritkarovci, Porabje, Madžarska.
Porabski Slovenec Akoš Dončec je slovenist, ki se posveča prekmurščini, zgodovini in kulturi Prekmurja in Porabja. Doma je iz vasi Verica-Ritkarovci v občini Monošter, Madžarska. V Sombotelu je končal prvostopenjski študij slovenistike. Leta 2017 se je vpisal  na študij slovenskega jezika in književnosti na drugostopenjskem študiju Filozofske fakultete Univerze v Mariboru. Leta 2021 je končal 2. stopnjo.
Išče zgodovinske in jezikovne stike med prekmurščino in kajkavščino, raziskuje pa tudi gradiščansko hrvaščino in vzhodno štajerščino. Leta 2018 je v prekmurščino prevedel knjigo Mali princ Antoina de Saint-Exupéryja, ki je vključena v prekmursko bralno značko.
Posveča se tudi zbiranju prekmurskih besed iz vseh prekmurskih podnarečij. Zbira besede, izraze, o katerih sprašuje govorce ali jih najde v starejših prekmurskih besedilih in raziskuje njihovo živost. Do leta 2024 mu je uspelo zbrati in zapisati že okrog trideset tisoč prekmurskih besed. Njegova ideja je ustvariti multifunkcionalen slovar, ki vsebuje vse možne izraze za isto pojavnost, da bodo pod eno iztočnico zbrane vse variante, ki se pojavljajo v prekmurskih govorih. Obenem v slovar vključi tudi stare, v nekdanjem prekmurskem knjižnem jeziku ohranjene izraze, ki jih ni v živem govoru, ampak so današnjemu govorcu še razumljivi. Dončec se zavzema, da bi prekmurščino v pisani besedi poenotili na način, da se uvedejo določena pravila za zapis.

## Dela
- Lyubi blisnyega tvojega, kakti szamoga tebe/Lübi bli'znyega tvojega, kak szamoga szebè - spodobnosti med kajkavskov Vrhovčevov biblijov, prevodi Ignaca Kristijanovića pa Števanom i Miklošom Küzmičom (2013)
- Tí szi, sítek, pout, pravicza, i vsze vüpanye (2015)
- Neverjetna usoda medžimurskega "jezika" (2016)
- Mali kralič – prevod Malega princa v prekmurščino (2018)
- Gda je boug v roke vzeu ilojco (2018)
- Megyimurszki-szlovenszki - nevjerojatna sudbina "međimurskoga jezika" (1. dio) (2018)
- Mali kralevič – prevod Malega princa v kajkavščino (2019)
- Jezuš, tovariš moj – molitvenik v sodobni prekmurščini, skupaj z Brankom Pintaričem in Vinkom Škafarjem (2022)
- Megyimurszki-szlovenszki - nevjerojatna sudbina "međimurskoga jezika" (2. dio) (2023)